# HMS Encounter (H10)
«Енкаунтер» (H10) (англ. HMS Encounter (H10) — військовий корабель, ескадрений міноносець типу «E» Королівського військово-морського флоту Великої Британії за часів Другої світової війни.
«Енкаунтер» був закладений 15 березня 1933 року на верфі компанії Hawthorn Leslie and Company, Геббурн. 2 листопада 1934 року увійшов до складу Королівських ВМС Великої Британії.